# Dentex maroccanus
Denté, Denté du Maroc
Espèce
Synonymes
- Dentex (Polysteganus) maroccanus Valenciennes in Cuvier & Valenciennes, 1830[1]
- Dentex parvulus Capello, 1867[2]
- Dentex parvulus de Brito Capello, 1867[1]
- Diagramma maroccanus (Valenciennes, 1830)[1] [2]

Statut de conservation UICN

 LC A2bd : Préoccupation mineure
Dentex maroccanus, communément appelé Denté ou Denté du Maroc, est une espèce de poissons de la famille des Sparidae.

## Répartition
On le trouve en Méditerranée et sur la côte Ouest de l'Atlantique, depuis les côtes espagnoles jusqu'à celles du Cameroun .